# Herpsilochmus
Herpsilochmus là một chi chim trong họ Thamnophilidae.

## Các loài
Chi này bao gồm 17 loài:
- Herpsilochmus parkeri
- Herpsilochmus motacilloides
- Herpsilochmus praedictus
- Herpsilochmus stotzi
- Herpsilochmus atricapillus
- Herpsilochmus sellowi
- Herpsilochmus pileatus
- Herpsilochmus sticturus
- Herpsilochmus dugandi
- Herpsilochmus stictocephalus
- Herpsilochmus gentryi
- Herpsilochmus dorsimaculatus
- Herpsilochmus roraimae
- Herpsilochmus pectoralis
- Herpsilochmus longirostris
- Herpsilochmus axillaris
- Herpsilochmus rufimarginatus